# Liste der Kulturgüter in Uesslingen-Buch
Die Liste der Kulturgüter in Uesslingen-Buch enthält alle Objekte in der Gemeinde Uesslingen-Buch im Kanton Thurgau, die gemäss der Haager Konvention zum Schutz von Kulturgut bei bewaffneten Konflikten, dem Bundesgesetz vom 20. Juni 2014 über den Schutz der Kulturgüter bei bewaffneten Konflikten sowie der Verordnung vom 29. Oktober 2014 über den Schutz der Kulturgüter bei bewaffneten Konflikten unter Schutz stehen.
Objekte der Kategorien A und B sind vollständig in der Liste enthalten, Objekte der Kategorie C fehlen zurzeit (Stand: 1. Januar 2023).

## Kulturgüter
| Foto |                                                                                  | Objekt                                                | Kat. | Typ | Standort                                   | Beschreibung                                                                 |
| ---- | -------------------------------------------------------------------------------- | ----------------------------------------------------- | ---- | --- | ------------------------------------------ | ---------------------------------------------------------------------------- |
| ja   | Datei hochladen · Wikidata zu Katholische St. Sebastianskapelle (Q29526901)      | Katholische St. Sebastianskapelle KGS-Nr.: 04949      | A    | G   | Buch, Kirchweg 1.1 705226 / 273015         |                                                                              |
| ja   | Datei hochladen · Wikidata zu Bauernhaus (Q29883453)                             | Bauernhaus KGS-Nr.: 10251                             | B    | G   | Uesslingen, Püntliweg 1 704657 / 270872    | Vielzweckbauernhaus im Kirchhofbereich, im Kern aus dem 16./17. Jahrhundert. |
| ja   | Datei hochladen · Wikidata zu Paritätische Kirche St. Peter und Paul (Q29883455) | Paritätische Kirche St. Peter und Paul KGS-Nr.: 11060 | B    | G   | Uesslingen, Kirchgasse 7.1 704690 / 270845 |                                                                              |
| ja   | Datei hochladen · Wikidata zu Zehntenkeller der Kartause Ittingen (Q29883457)    | Zehntenkeller der Kartause Ittingen KGS-Nr.: 13839    | B    | G   | Dietingen, Dorfstrasse 703454 / 271527     | vermutlich 1598 erbaut                                                       |